# MVP de los Playoffs de la VTB United League
El premio al MVP de los Playoffs de la VTB United League  (en inglés, VTB United League Playoffs MVP) denominado hasta 2012 MVP de la Final Four de la VTB United League es un galardón que otorga la VTB United League desde el año 2009 al mejor jugador de los playoffs de la liga.

## Palmarés

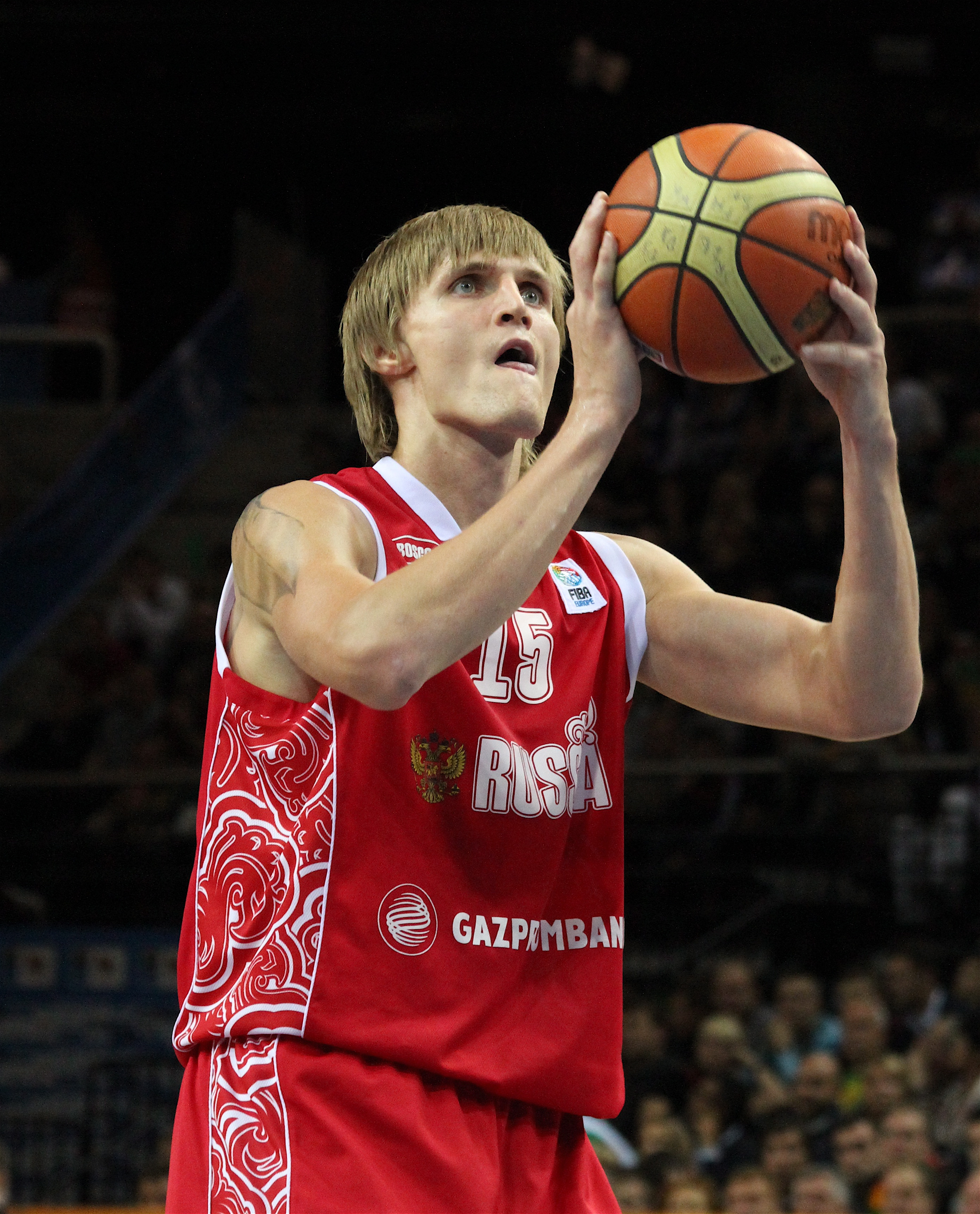
Andrei Kirilenko fue el ganador en 2012

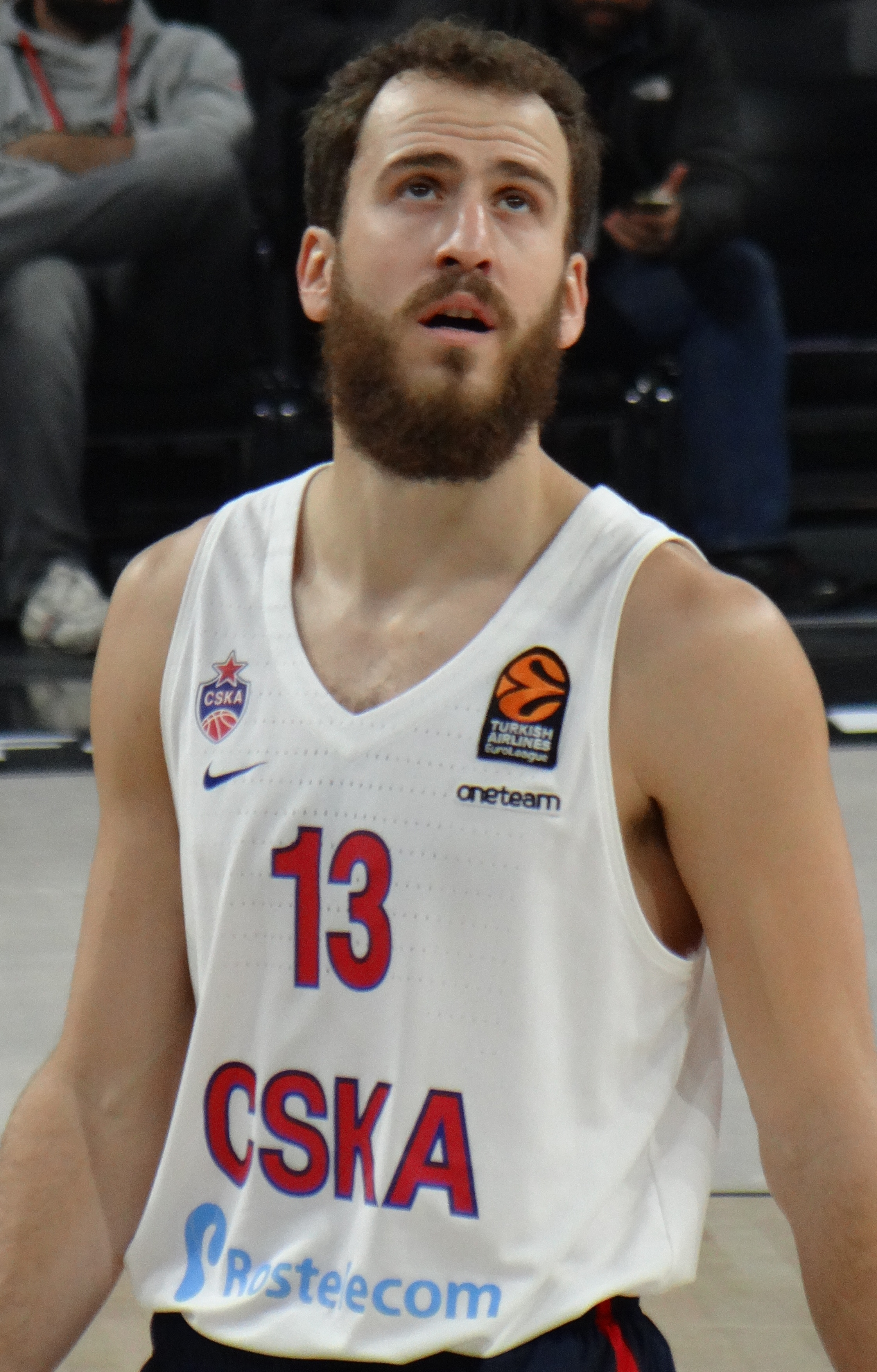
Sergio Rodríguez ganó en 2018

| Temporada            | Jugador             | Pos.  | Nacionalidad        | Equipo                 | Ref(s) |
| -------------------- | ------------------- | ----- | ------------------- | ---------------------- | ------ |
| MVP de la Final Four |                     |       |                     |                        |        |
| 2008                 | Ramūnas Šiškauskas  | Alero | Lituania            | CSKA Moscú             |        |
| 2010                 | J.R. Holden         | Base  | Rusia               | CSKA Moscú             | [ 1 ]  |
| 2011                 | Vitaly Fridzon      | Base  | Rusia               | Khimki                 | [ 2 ]  |
| 2012                 | Andrei Kirilenko    | Alero | Rusia               | CSKA Moscú             | [ 3 ]  |
| MVP de los Playoffs  |                     |       |                     |                        |        |
| 2013                 | Victor Khryapa      | Alero | Rusia               | CSKA Moscú             | [ 4 ]  |
| 2014                 | Miloš Teodosić      | Base  | Serbia              | CSKA Moscú             | [ 5 ]  |
| 2015                 | Andrey Vorontsevich | Alero | Rusia               | CSKA Moscú             | [ 6 ]  |
| 2016                 | Miloš Teodosić (2×) | Base  | Serbia              | CSKA Moscú             | [ 7 ]  |
| 2017                 | Nando de Colo       | Base  | Francia             | CSKA Moscú             | [ 8 ]  |
| MVP de la Final Four |                     |       |                     |                        |        |
| 2018                 | Sergio Rodríguez    | Base  | España              | CSKA Moscú             |        |
| Playoffs MVP         |                     |       |                     |                        |        |
| 2019                 | Nikita Kurbanov     | Alero | Rusia               | CSKA Moscú             | [ 9 ]  |
| 2021                 | Daniel Hackett      | Base  | Italia              | CSKA Moscú             | [ 10 ] |
| 2022                 | Jordan Mickey       | Alero | Estados Unidos      | Zenit Saint Petersburg |        |
| 2023                 | Nenad Dimitrijevic  | Base  | Macedonia del Norte | Unics Kazan            |        |
| 2024                 | Melo Trimble        | Base  | Estados Unidos      | CSKA Moscú             | [ 11 ] |
| 2025                 | Melo Trimble (2x)   | Base  | Estados Unidos      | CSKA Moscú             | [ 12 ] |